# Arceau à vélo

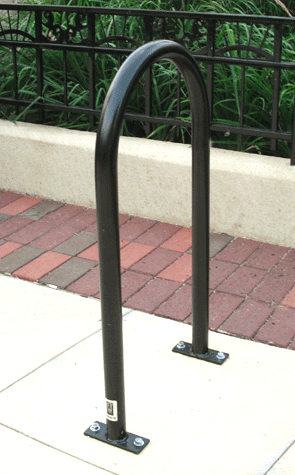
Un arceau en U inversé.

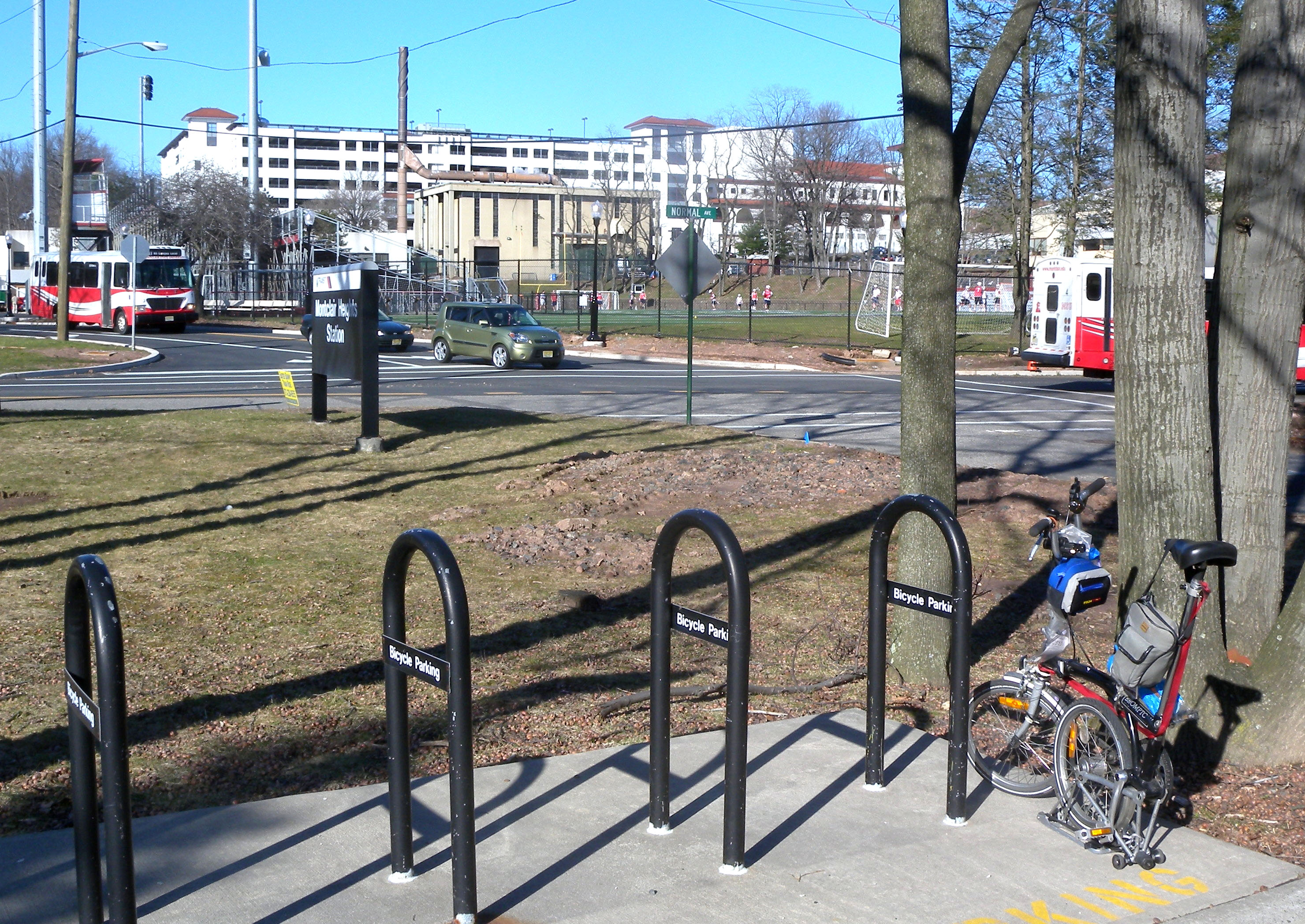
Un arceau en U inversé, plus une barre centrale.

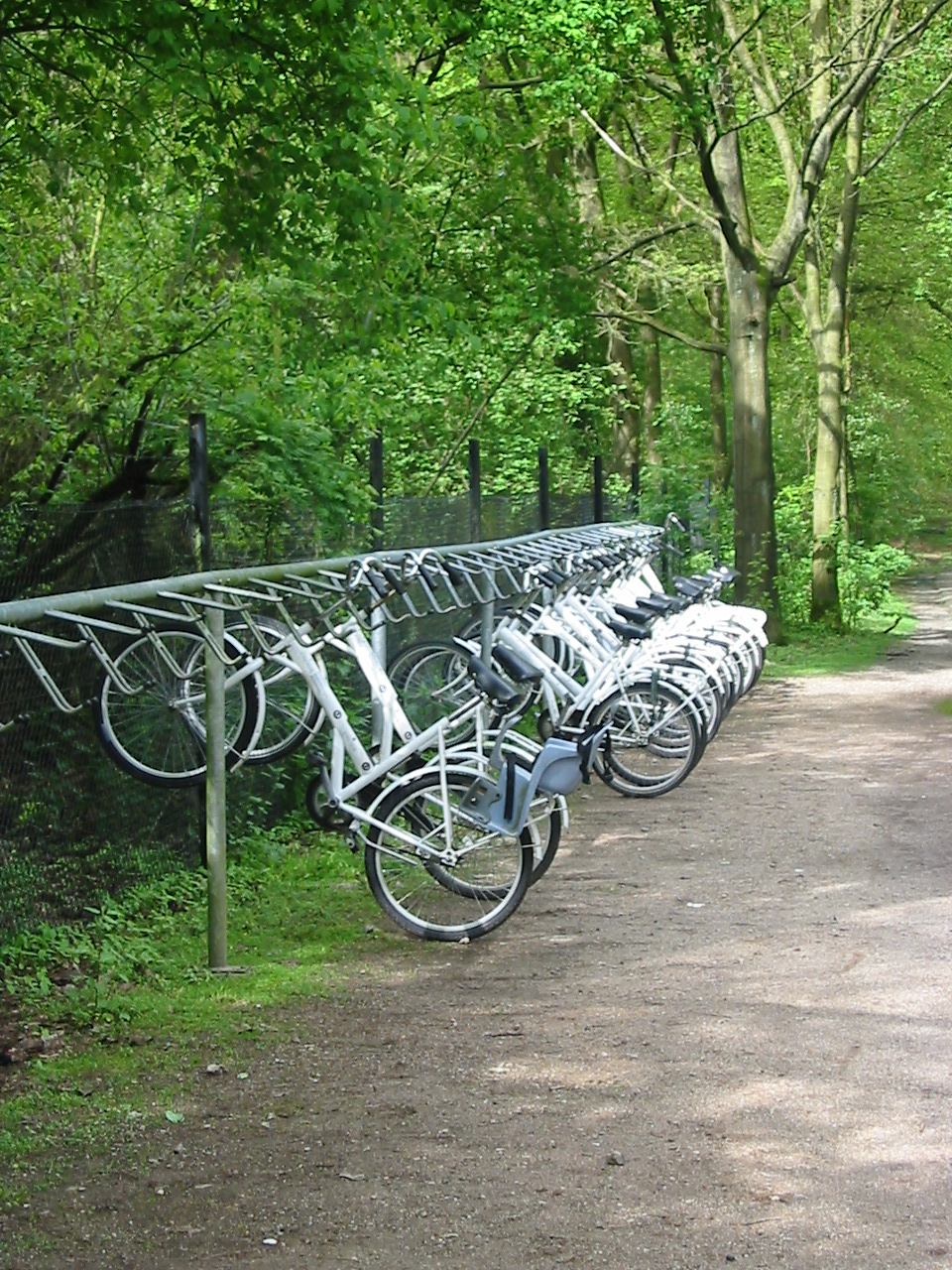
Autre dispositif, différent des arceaux, dans lequel les vélos sont suspendus, dans le parc national De Hoge Veluwe, Pays-Bas

Un arceau à vélo est un type de mobilier destiné au stationnement cyclable. C'est un objet qui permet de tenir et d'attacher une bicyclette avec un antivol par le cadre et une roue. L'arceau est généralement scellé ou boulonné au sol ; il peut aussi se présenter en rack amovible pour organiser des parcs de stationnement vélos provisoires. La forme la plus courante d'arceau est le U inversé, mais il existe de très nombreuses formes d'arceaux, et qui peuvent être en différents matériaux, notamment en acier, acier inoxydable, plastique, ou matière thermoplastique.
L'arceau à vélo est le dispositif de stationnement recommandé par les associations de cyclistes qui par ailleurs déconseillent fortement les étriers ou « pince-roues ».
Le Vadémécum vélo en Région de Bruxelles-Capitale recommande des arceaux d'une longueur de 80 à 100 cm afin de bien stabiliser le vélo et de permettre de l'attacher par le cadre et les deux roues.